# Вулиця Конякіна (Луцьк)
Вулиця Конякіна — магістральна вулиця Луцька.
Починається від вулиці Карбишева, перетинає вулицю Домни Гордіюк і виходить на вулицю Карпенка-Карого. Початок її, до перехрестя з вулицею Домни Гордіюк, проходить через житловий район  Гуща, а далі через  Завокзальний житловий район.

## Історія
Вулиця забудована у 70 — 80-х роках XX століття на землях колишнього танкодрому. Носить ім'я Конякіна Олександра Федоровича.

## Будівлі та установи

### Освіта
- Технічний коледж Луцького національного технічного університету — вулиця Конякіна, 5

### Державні установи
- Луцький міськрайонний суд Волинської області[1] — вулиця Конякіна, 3

### Спорт
- Спортивний клуб «Інтер Атлетика»[2] — вулиця Конякіна, 14

### Транспорт
- Автостанція № 1 — вулиця Конякіна, 39

### Торгівля
- Магазин мобільних пристроїв «Мобільний дім» — вулиця Конякіна, 2
- Магазин «Сім-23» — вулиця Конякіна, 9.б
- Супермаркет «Салют»[3] — вулиця Конякіна, 14
- Торговий центр «Варшавський»[4] — вулиця Конякіна, 30

### Заклади харчування
- Кафе «Арт кафе» — вулиця Конякіна, 17.а - закрито
- Кафе «Чернігівське» — вулиця Конякіна, 18.а - закрито
- Ресторан української кухні «Вогнем і Мечем»[5] — вулиця Конякіна, 25.б - закрито
- Ресторан «Круаж» — вулиця Конякіна, 33.а